# Ockhuizen
Ockhuizen is een buurtschap in het uiterste noordwesten van de gemeente Utrecht. Ockhuizen maakt deel uit van de woonplaats Haarzuilens en ligt ruim 1 km ten noorden van de Haarzuilense Brink. De omgeving waarin deze buurtschap ligt is een zeer dunbevolkt gebied ten westen van de A2 ter hoogte van Maarssen.
De ongeveer 10 boerderijen en andere woningen van Ockhuizen liggen aan twee smalle doodlopende wegen, te weten de Ockhuizerweg en de Thematerkade. De Ockhuizerweg begint bij de Brink in Haarzuilens en vormt de enige verbinding van Ockhuizen met de buitenwereld. Waar deze buurtschap begint, maakt de van zuid naar noord lopende Ockhuizerweg een scherpe bocht naar rechts, waardoor deze weg in oostelijke richting verder gaat. Aan dit van west naar oost lopende gedeelte staan de meeste gebouwen van Ockhuizen.
De Thematerkade sluit aan op de scherpe bocht naar rechts in de Ockhuizerweg en gaat naar het noorden. Na 1 km loopt deze weg dood bij een gemaalgebouw met dienstwoning aan de Haarrijn, een afwateringskanaal dat het water uit de polders afvoert naar het Amsterdam-Rijnkanaal. Het elektrische gemaal op deze plek werd in 2014 buiten werking gesteld. Een krachtiger gemaal bij het Amsterdam-Rijnkanaal nam de taken van dit en een ander gemaal over. De voormalige dienstwoning aan het einde van de Thematerkade is de meest noordelijk gelegen woning van de gemeente Utrecht. Aan de overzijde van de Haarrijn begint de gemeente Stichtse Vecht.

## Geschiedenis

### Middeleeuwen
Ockhuizen hoorde in het verleden bij het gerecht Themaat. De Thematerkade en het van zuid naar noord lopende deel van de Ockhuizerweg lagen op de grens van de Themaatse Polder aan de oostzijde en de Haarpolder aan de westzijde. De buurtschap lag aan een van west naar oost lopende korte secundaire ontginningsbasis in het westen van de Themaatse Polder. Deze polder is in de middeleeuwen ontgonnen vanaf de ontginningsbasis, de huidige Thematerweg. De ontginning vond plaats in noordelijke richting en eindigde op de achterkant van een ontginning vanaf de rivier de Vecht bij Maarssen, de Maarssenbroekerpolder. De grens tussen deze beide ontginningen liep schuin ten opzichte van de Thematerweg. Hierdoor kreeg de Themaatse Polder een min of meer driehoekige vorm: in het oosten van de polder waren de kavels kort en in het westen zeer lang. Waarschijnlijk is om die reden in het westen halverwege de polder een korte secundaire ontginningsbasis gecreëerd, de huidige oostelijke tak van de Ockhuizerweg. Op deze wijze werden aan beide zijden van deze tweede ontginningsbasis kavels verkregen met een lengte die ongeveer overeenkwam met de gebruikelijke perceelslengtemaat van circa 1250 meter. Het doodlopen van deze tweede ontginningsbasis is ook goed te verklaren: verder naar het oosten werd de afstand tussen de Thematerweg en de grens met de Maarssenbroekerpolder korter en was er geen noodzaak meer om de kavels in de lengterichting in tweeën te delen.

### Veranderingen omstreeks 1900 in verband met de herbouw vanKasteel de Haar
Vóór 1898 lag het dorp Haarzuilens naast Kasteel de Haar. Het eindpunt van de Thematerweg was tegelijk het beginpunt van de naar het noorden lopende Ockhuizerlaan. Bij Ockhuizen maakte deze weg een hoek naar rechts, naar het oosten. De Thematerkade begon op dit punt en liep verder door naar het noorden. Na 400 meter kon men linksaf slaan in de richting van Laag Nieuwkoop en Kockengen. Deze verbindingsweg heette de Westdijk.
In 1898 werd het dorp Haarzuilens verplaatst naar een oostelijker gelegen locatie. Ook vanwege de aanleg van een nieuw park rondom het kasteel moest de loop van de Ockhuizerlaan worden gewijzigd. De aan de nieuwe situatie aangepaste weg kreeg de naam Ockhuizerweg. Deze begon aan de noordzijde van de Brink in het nieuwe Haarzuilens, boog na enkele honderden meters naar links en bereikte na zo'n 500 meter de aansluiting op de oude Ockhuizerlaan. Vanaf dit punt volgde de Ockhuizerweg de oude route naar Ockhuizen. De verbinding met Laag Nieuwkoop en Kockengen werd echter ook verlegd: nog vóór Ockhuizen takte de nieuw aangelegde Polderweg af van de Ockhuizerweg. Deze liep, schuin door de Haarpolder, in noordwestelijke richting naar Laag Nieuwkoop. Zo werd de verbinding tussen Haarzuilens en Kockengen korter gemaakt. De Westdijk, die voorbij Ockhuizen lag, was nu overbodig geworden en werd daarom opgeheven. Hierdoor had Ockhuizen geen twee uitwegen meer, maar bleef er slechts één over. Zie ook kruispunt De Bom.

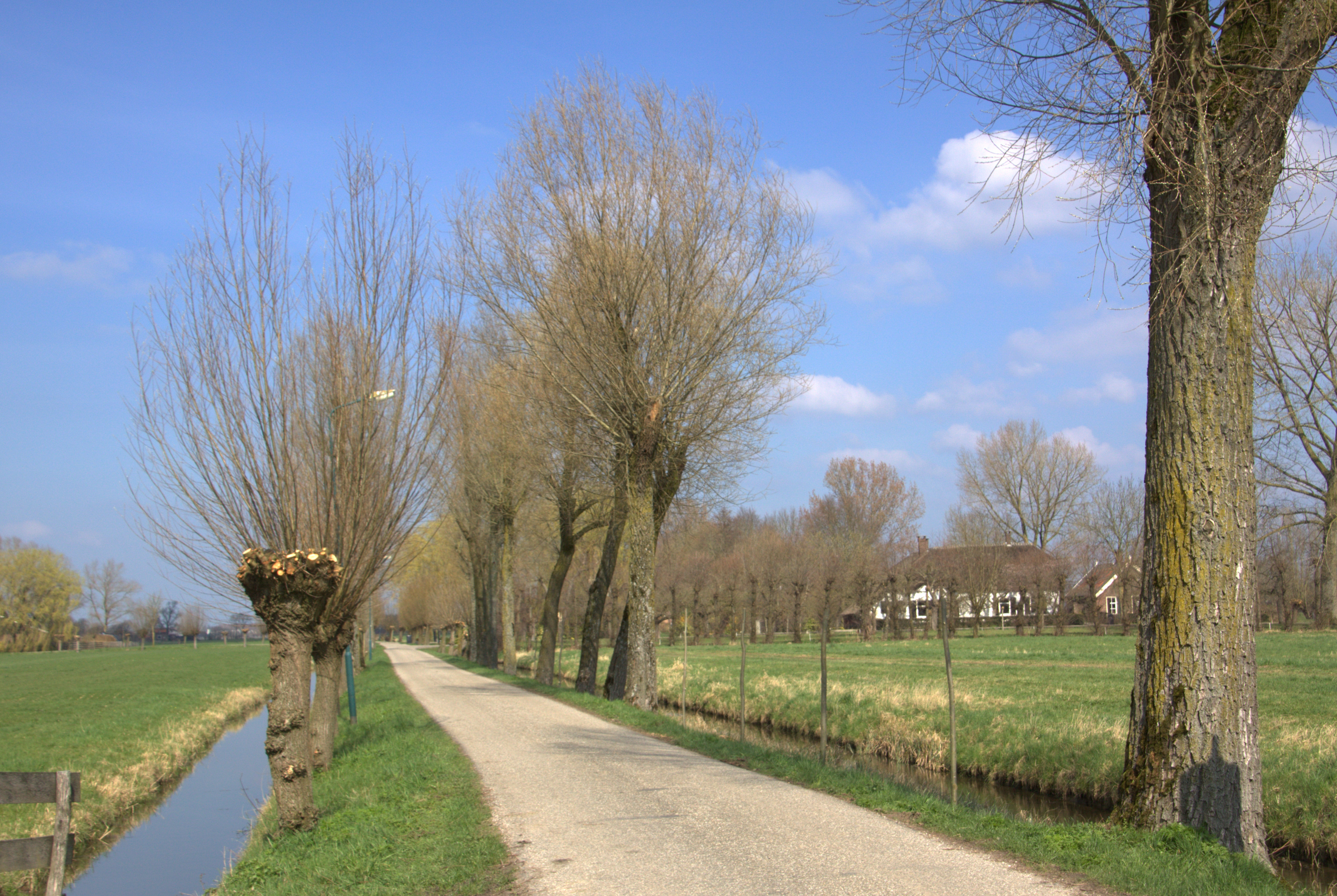
Op weg naar Ockhuizen
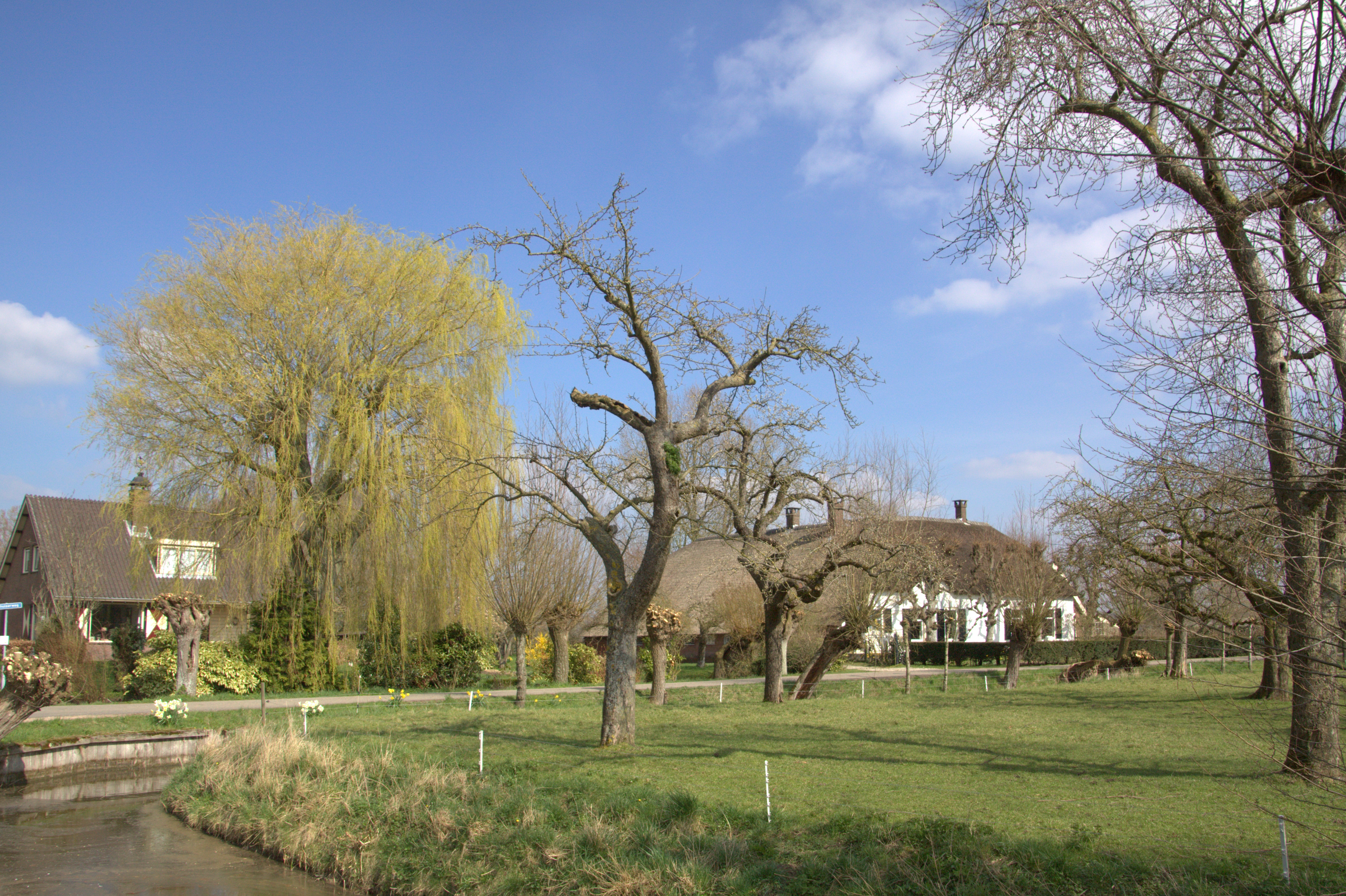
Het begin van Ockhuizen, kijkend naar het noorden. De woning links ligt aan de Thematerkade, de boerderij aan de Ockhuizerweg.
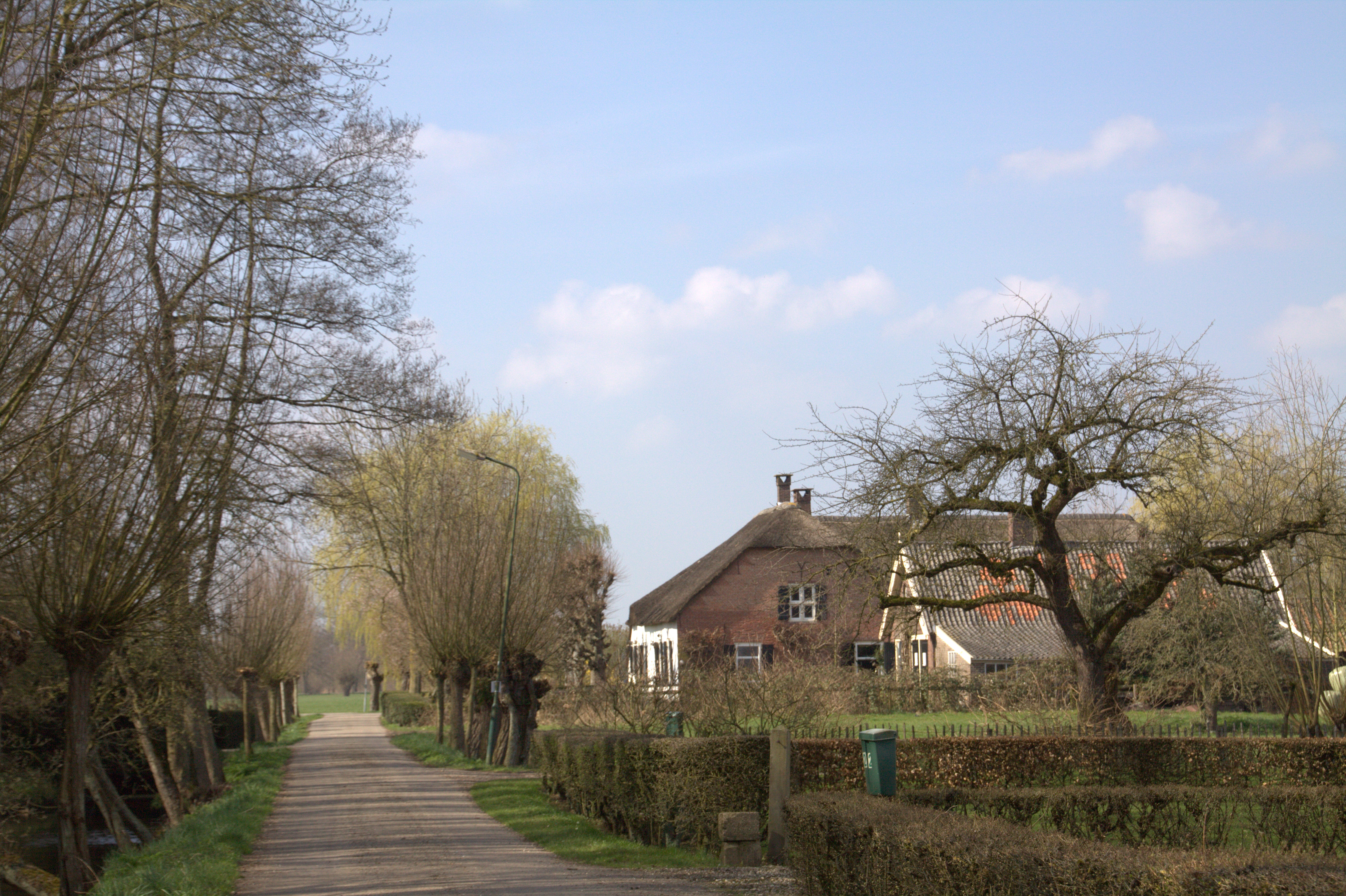
Oude boerderij aan de Ockhuizerweg
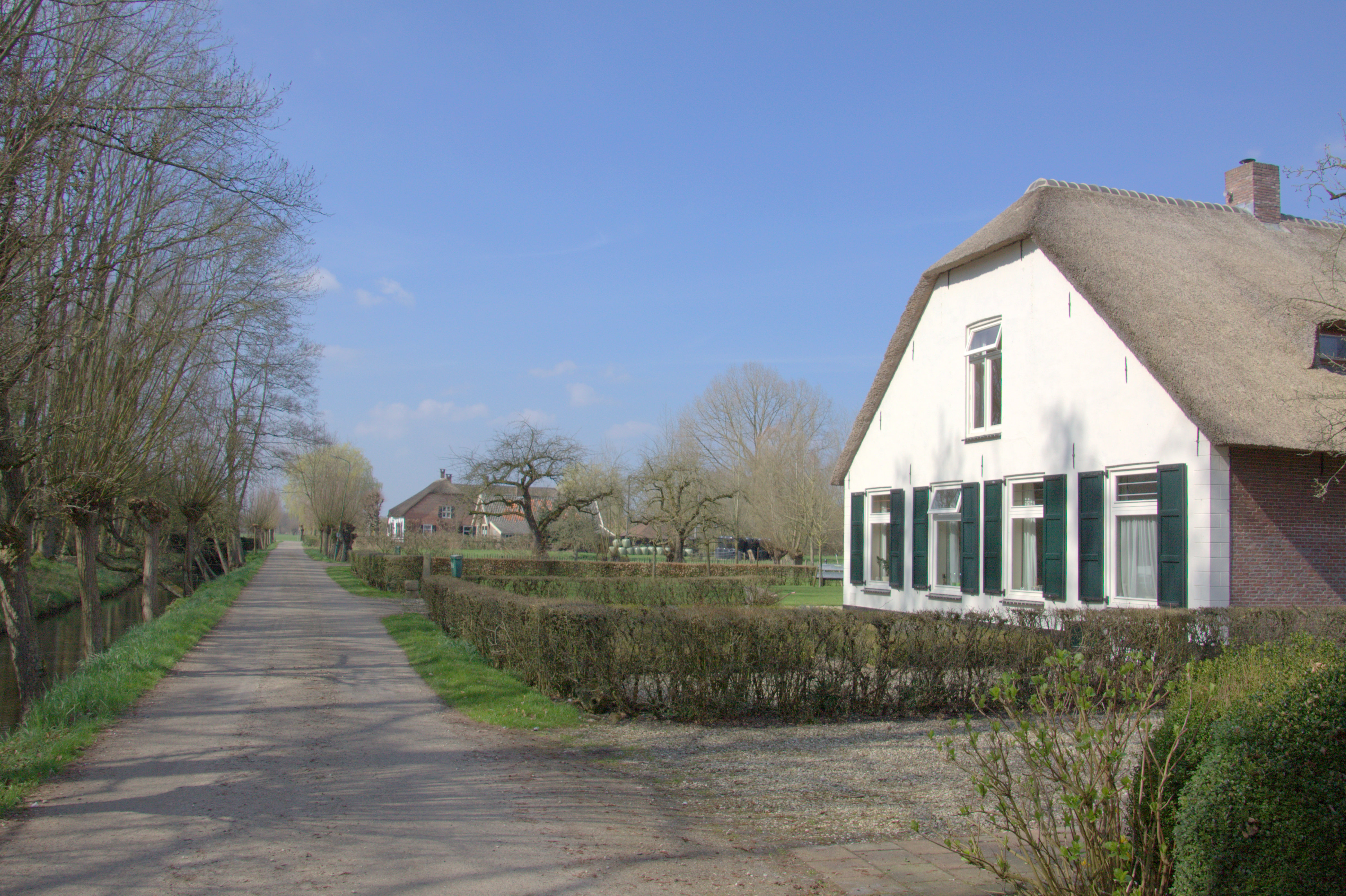
De Ockhuizerweg, kijkend naar het westen
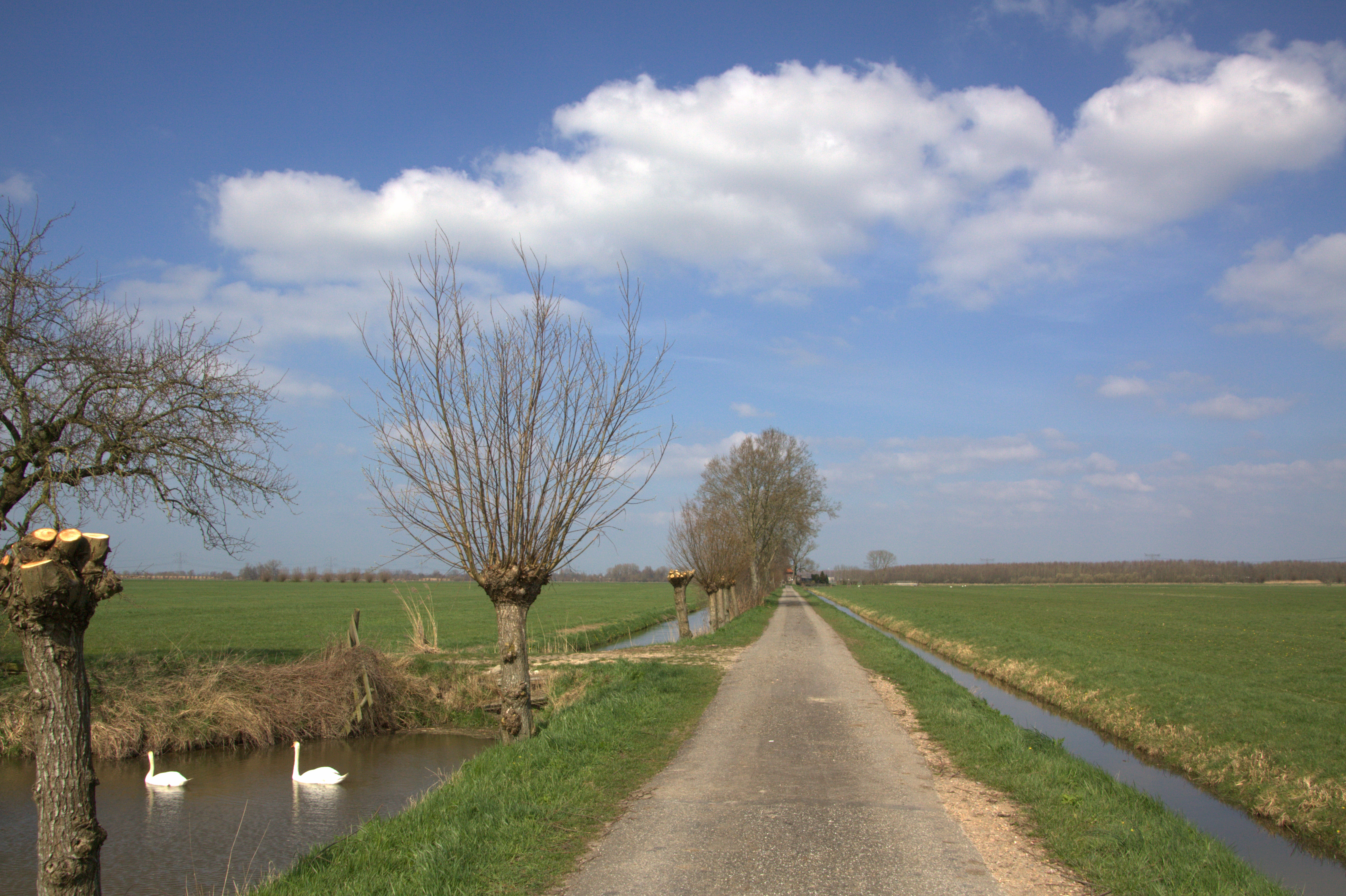
De Thematerkade. De dam links was het begin van de vroegere Westdijk
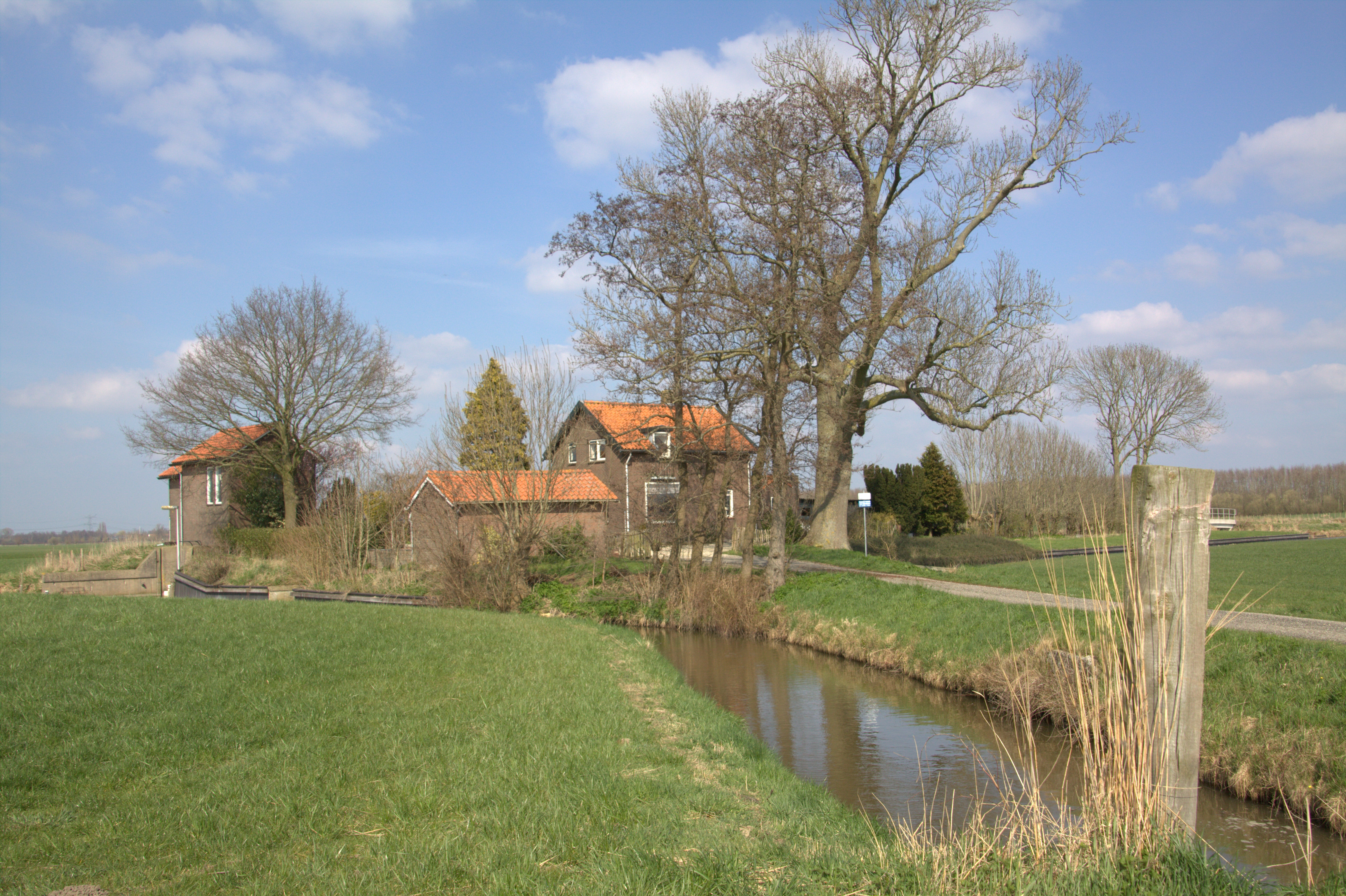
Het buiten bedrijf gestelde gemaal Haarrijn met dienstwoning
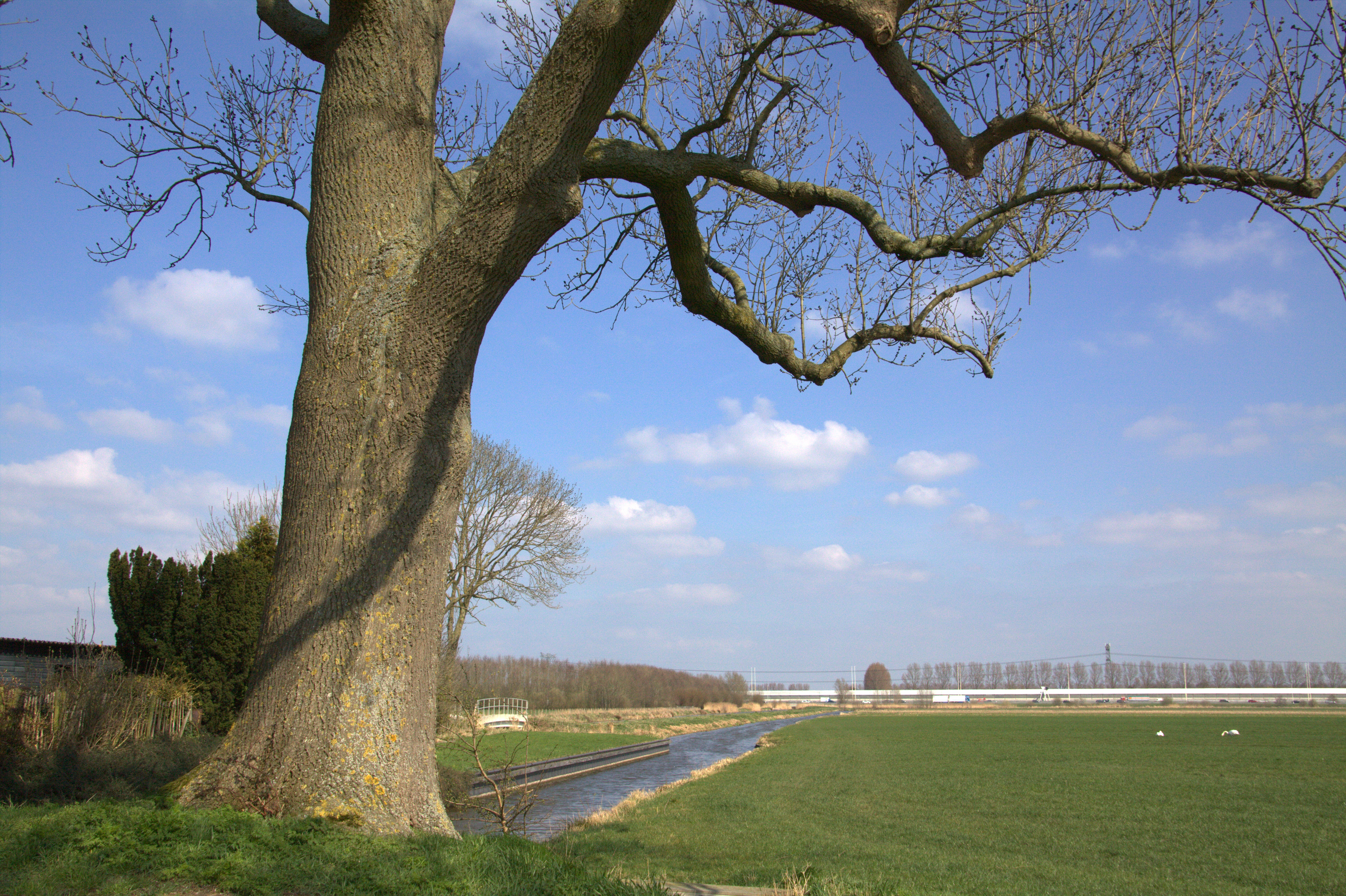
De Haarrijn, kijkend naar het noordoosten. In de verte de A2 met geluidswal, waarachter Maarssenbroek ligt
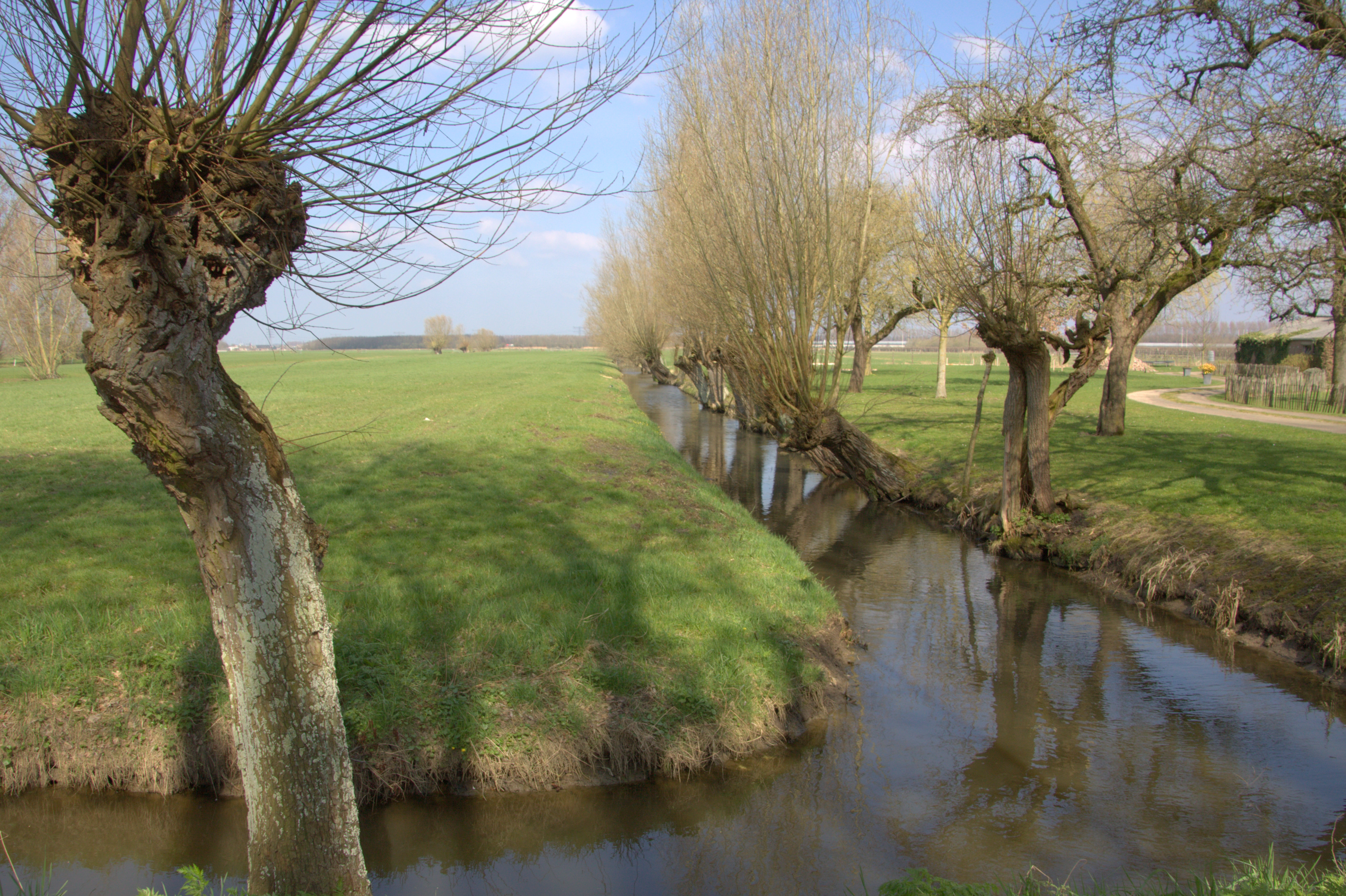
Landschap in Ockhuizen
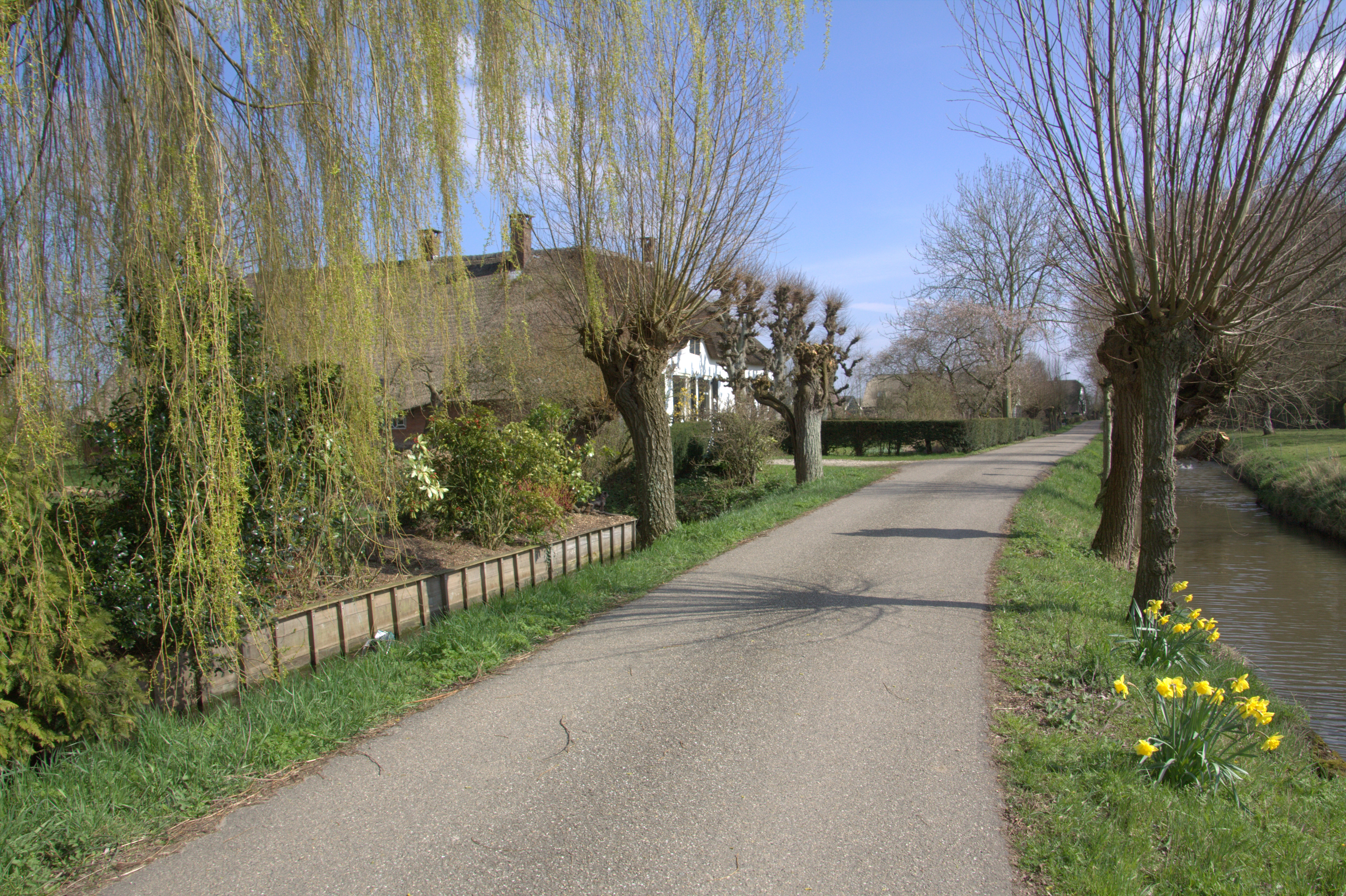
Ockhuizen in het vroege voorjaar

Wijken van Utrecht: Binnenstad · Oost · Leidsche Rijn · West · Overvecht · Zuid · Noordoost · Zuidwest · Noordwest · Vleuten-De Meern

Dorpen: Haarzuilens · De Meern · Vleuten      Buurtschappen: Alendorp · Blauwkapel (deels) · Lage Haar . Rijnenburg (buurtschap) · Ockhuizen · Oudenrijn · Reijerscop · Stadsdam · Themaat

Utrecht · Plaatsen in de provincie      Nederland · Provincies · Gemeenten